# Exile (film, 1994)
Pour les articles homonymes, voir Exile.
Pour plus de détails, voir Fiche technique et Distribution.
Exile est un film australien réalisé par Paul Cox, sorti en 1994.

## Synopsis
Peter est exilé sur une île déserte pour avoir volé quelques moutons afin de payer la dot de Jean, sa promise. Peter apprend à survivre par ses propres moyens alors que Jean, enceinte, est forcée de se marier avec un autre homme. Mary, servante dans une auberge, entend parler de l'histoire de Peter et décide d'aller le voir.

## Fiche technique
- Réalisation : Paul Cox
- Scénario : Paul Cox, d'après le roman Priests Island de Grant Watson
- Photographie : Nino Gaetano Martinetti
- Montage : Paul Cox
- Musique : Paul Grabowsky
- Sociétés de production : Australian Film Finance Corporation (AFFC), Film Victoria et Illumination Films
- Budget : 2 000 000 AUD[1]
- Pays de production :  Australie
- Langue originale : anglais
- Genre : drame romantique
- Durée : 95 minutes
- Dates de sortie : 
  - Allemagne : 12 février 1994 (Berlinale)

## Distribution
- Aden Young : Peter Costello
- Beth Champion : Mary
- Claudia Karvan : Jean
- Norman Kaye : le prêtre fantôme
- David Field : Timothy Dullach
- Chris Haywood : le prêtre du village
- Barry Otto : le shérif Hamilton
- Hugo Weaving : Innes
- Tony Llewellyn-Jones : le père de Jean
- Nicholas Hope : MacKenzie
- Gosia Dobrowolska : la sage-femme

## Production
Le film est basé sur un roman se déroulant en Écosse mais Paul Cox l'a déplacé en Tasmanie. Cox a écrit le scénario en huit jours. Le tournage du film s'est déroulé sur la péninsule Freycinet, en Tasmanie, du 15 mars au 25 avril 1993.

## Distinctions
Le film a concouru en compétition officielle à la Berlinale 1994. Lors des Australian Film Institute Awards 1994, le film a remporté le prix de la meilleure photographie et a été nommé pour celui de la meilleure musique.